# Robert Ménégoz
Robert Ménégoz (Saint-Contest, Calvados, 17 de junio de 1926-Bagnols-sur-Cèze, 18 de mayo de 2013) fue un director de cine y realizador francés.

## Biografía
Durante la Segunda Guerra Mundial participó en la Resistencia francesa, y durante este período de clandestinidad conoció al futuro productor Claude Jaeger ("Coronel Michelin"). Es admitido en la IDHEC después de la liberación. Militó en el Partido Comunista Francés hasta 1956, mientras hacía cortometrajes.
Rodó dos largometrajes de ficción, La Millième Fenêtre y Laisse-moi rêver. Se casó con la productora Margaret Menegoz y es padre de Mathias Menegoz.

## Filmografía
Cortometrajes
- 1951 : Vivent les dockers. Prohibido por la censura. Gran premio por el documental al festival de Karlovy-Vary de 1951[3]
- 1951 : Commune de Paris
- 1953 : La Commune
- 1953 : Ma Jeannette et mes copains
- 1957 : G.S.O.
- 1960 : Fin d'un désert, Concha de Oro al mejor cortometraje en el Festival Internacional de Cine de San Sebastián 1960[4]
- 1960 : Contrastes
- 1961 : Spiel in Farben / 10 Gramm Regenbogen
- 1963 : Dix grammes d'arc-en-ciel
- 1963 : Route sans sillage
- 1964 : La Pièce d'or
- 1966 : La Moselle une rivière pour l'Europe
- 1966 : Seul le brouillard est gris
- 1966 : L'île d'acier
- 1967 : Herr Kekulé, ich kenne Sie nicht
- 1970 : Time Is Running Out
- 1971 : À Paris
- 1974 : Société anonyme
- 1975 : La puissance et l'instant

Largometrajes
- 1954 : Das Lied der Ströme, corealitzador para las escenas de acción
- 1958 : Derrière la grande muraille
- 1960 : La Millième Fenêtre, proyectada en la selección oficial del  Festival Internacional de Cine de San Sebastián 1960[5]
- 1979 : Laisse-moi rêver

Asistente de director
- 1957 : Les Fanatiques d'Alex Joffé
- 1957 : Les Espions d'Henri-Georges Clouzot
- 1968 : La Prisonnière d'Henri-Georges Clouzot

## Premios y nominaciones
Premios Óscar
| Año  | Categoría              | Película            | Resultado |
| ---- | ---------------------- | ------------------- | --------- |
| 1970 | Mejor documental corto | Time Is Running Out | Nominado  |

Festival Internacional de Cine de San Sebastián
| Año  | Categoría                           | Película        | Resultado |
| ---- | ----------------------------------- | --------------- | --------- |
| 1960 | Concha de Oro al mejor cortometraje | Fin d’un désert | Ganador   |